# Oskar Körner
Oskar Körner (4. ledna 1875 – 9. listopadu 1923) byl německý obchodník, vlastník malého hračkářství a nacista, který se účastnil Pivnicového puče, ve kterém byl zastřelen.
Není známo, který z policistů na Körnera vystřelil.